# Lefkoniá
Lefkoniá (Lefkonia) är en ort i Grekland.   Den ligger i prefekturen Chios och regionen Nordegeiska öarna, i den östra delen av landet, 220 km öster om huvudstaden Aten. Lefkoniá ligger 30 meter över havet och antalet invånare är 128. Den ligger på ön Chios.
Terrängen runt Lefkoniá är kuperad åt nordväst, men åt sydost är den platt. Havet är nära Lefkoniá österut. Närmaste större samhälle är Chios, 4,1 km norr om Lefkoniá. 